# Жіночий клуб
Жіночий клуб (англ. The Women's Club) — американський комедійний фільм 1987 року.

## Сюжет
Талановитий сценарист-початківець Патрік мріє про кар'єру в Голлівуді і справжній успіх у світі кіно. Але, поки що немає чим заплатити за квартиру. Патрік знайомиться з власницею жіночого клубу — чарівною Енджі, чарує її неабияким талантом, проявленим у ліжку і отримує надзвичайно привабливу ділову пропозицію. Допомогти процвітаючим, діловим і просто багатим жінкам Беверлі-Гіллз, клієнткам її жіночого клубу, реалізувати всі їхні сексуальні фантазії. У разі згоди, Патрік отримує в своє розпорядження віллу в Беверлі-Гіллз, автомобіль і можливість писати, не думаючи про гроші. Асистуючий Патріку його найкращий друг Карлос впевнений, що це ідеальна робота для будь-якого чоловіка. Жіночий клуб Енджі стає шалено популярним.

## У ролях
- Майкл Паре — Патрік
- Мод Адамс — Енджі
- Едді Велес — Карлос
- Пітер Адамсон — п'яний
- Деніель Арно — модель
- Памела Бібі — Марія
- Донна Браун — жінка на показі мод
- Дж. Ларрі Батлер — Купер
- Марія Сесіль Каллір — жінка у клубі
- Дульсі Кемп — видавець
- Марсія Чана — жінка на показі мод
- Катрін Чейз — жінка у клубі
- Кей Чілдерс — жінка у клубі
- Кетрін Крістофер — жінка з їжею
- Венді Кларк — жінка у джакузі
- Дотті Колоросо — Калі
- Брайан Фостер — співробітник імміграційної служби
- Ліз Гуденаф — реєстратор
- Керол Гордон — мати в клубі
- Сьюзен Гамілтон — жінка у клубі
- Джені Херрінгтон — жінка
- Сінтія Харріс — жінка у клубі
- Сью Хоффман — місіс Джексон
- Тріша Худ — жінка на показі мод